# Наталіс (герб)
Наталіс (пол. Natalis Jelita odmienne VI) - шляхетський герб, різновид герба Єліта. 

## Опис герба
Опис згідно з класичними правилами блазонування: 
На червоному полі три золоті списи в зірку, два в андріївський хрест вістрям вгору, а третій в стовп вістрям донизу. 
Клейнод - природний яструб. 
Червоний намет підбитий золотом. 

## Найдавніші згадки
Наданий 20 лютого 1585 року Томашові Наталісу з Дубровника, краківському канону, лікарю Петра Мішковського. Герб виник після прийняття герба Єліти та Яструбця. Герб Єліта дав Станіслав Гомолинський. 

## Геральдичний рід
Наталіс. 